# Décès en 955
Décès
- 951
- 952
- 953
- 954
- 955
- 956
- 957
- 958
- 959

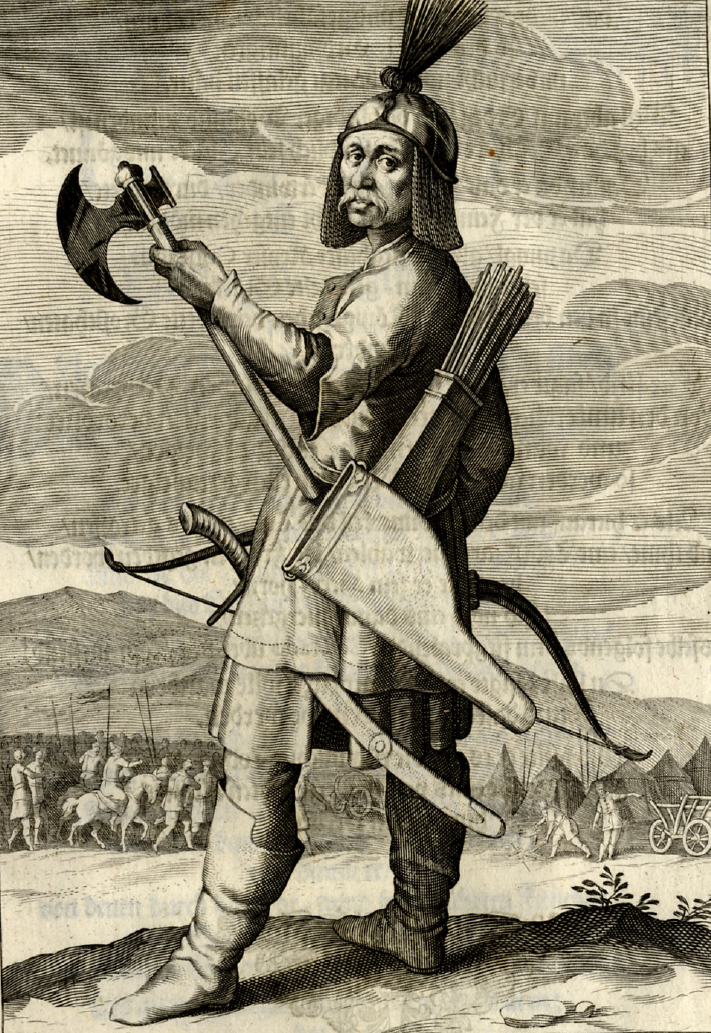
Bulcsú, mort en 955.

Cette page dresse une liste de personnalités mortes au cours de l'année 955 :
- 10 août :
  - Conrad le Roux, duc de Franconie et duc de Lotharingie.
  - Fausz, Grand-Prince des Magyars.
- 1er novembre : Henri Ier de Bavière, duc de Lotharingie de 940 à 944, puis duc de Bavière de 945 à 955, fils d'Henri Ier l'Oiseleur, roi de Germanie et de Mathilde de Ringelheim, et frère du futur empereur Othon Ier.
- 8 novembre : Agapet II, pape.
- 23 novembre : Eadred, roi d'Angleterre[1].
- 15 décembre : Paul le Jeune, moine du mont Latros (auj. Latmos), près de Milet[2].

- Abu 'Ali Chaghani (en), roi Muhtajids (en) de Chaghaniyan (en).
- Gamle Eirikssen (en), roi norvégien.
- Bermudo Núñez (en), premier comte de Cea.
- Bulcsú (en), chef militaire pour le prince Taksony.
- He Ning, ministre chinois.
- Lehel (it), condottiere hongrois.
- Muhammad ibn Shaddad (en), aventurier kurde.
- Parantaka I (en), roi du pays des Chola.
- Sancha Sánchez di Navarra (it), reine consort de León.
- Sultan Satuq Bughra Khan, khan des karakhanides.
- Súr, chef militaire magyar.

## Crédit d'auteurs
- Cet article est partiellement ou en totalité issu de l'article intitulé « 955 » (voir la liste des auteurs).